# Proceroplatus limpidapex
Proceroplatus limpidapex är en tvåvingeart som först beskrevs av Edwards 1931.  Proceroplatus limpidapex ingår i släktet Proceroplatus och familjen platthornsmyggor. Inga underarter finns listade i Catalogue of Life.